# Kaiserin-Elisabeth-Brücke (Passau)
Die Kaiserin-Elisabeth-Brücke ist eine 201 Meter lange Eisenbahnbrücke am Streckenkilometer 80,316 der Bahnstrecke Wels–Passau, die in Passau den Inn überspannt. Sie liegt vollständig auf bayerischem Gebiet und ist nach der aus Bayern stammenden Kaiserin Elisabeth von Österreich benannt.

## Geschichte

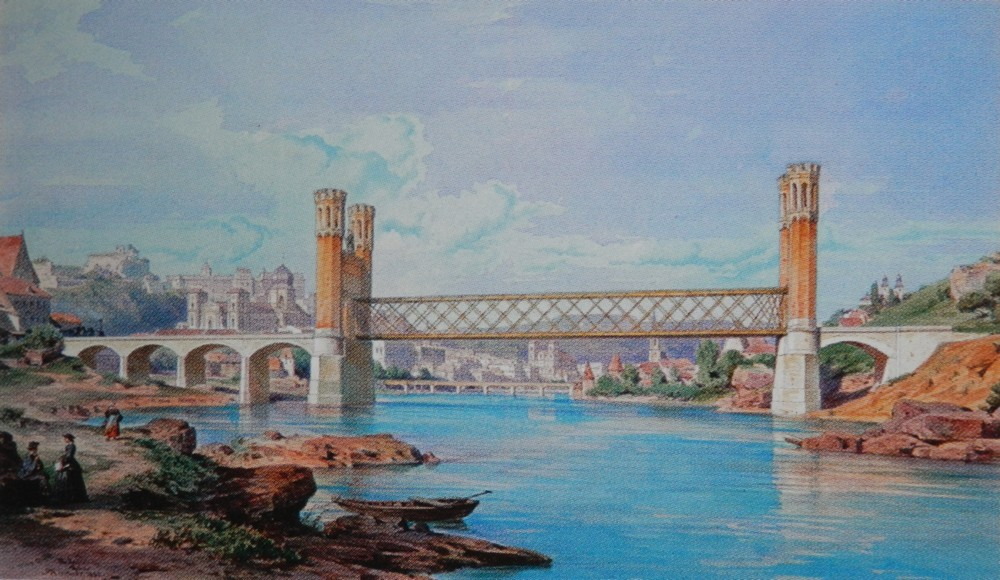
Die Brücke, Aquarell, ca. 1862

Die erste Eisenbahnbrücke über den Inn in Passau wurde zwischen 1860 und 1861 im Auftrag der Bayerischen Ostbahn von Joseph Anton von Maffei in seinen Maffeischen Werkstätten in Regensburg hergestellt und auf der Baustelle errichtet.
Die eingleisige Brücke hatte einen 90,8 m langen schmiedeeisernen Gitterträger, dessen Pfeiler am Ufer bzw. kurz vor dem Ufer standen, um die mit dem starken Geschiebe und häufigem Eisgang verbundenen Probleme zu vermeiden und die damals noch übliche Schifffahrt und Trift nicht zu behindern. König Max II. von Bayern war zwar persönlich für den von Friedrich August von Pauli entwickelten und kurz zuvor bei der Großhesseloher Brücke im Süden von München erfolgreich ausgeführten Pauliträger eingetreten, der als eine moderne bayerische Entwicklung galt. Trotzdem entschied sich der Direktor der Ostbahn Paul Camille von Denis, der als Gegner von Paulis galt, für den Gitterträger. Sie war damals die weitestgespannte Brücke Bayerns. Ihre vier Ecktürme gehen ebenfalls auf von Denis zurück. Sie entsprachen dem Vorbild der großen Rheinbrücken, waren in Bayern aber unüblich und hatten keinerlei Funktion. Am linken Ufer führt eine Vorlandbrücke aus fünf steinernen Segmentbögen die Gleise zu dem hoch gelegenen Tunnel und dem dahinter liegenden Hauptbahnhof. Das rechte Hochufer ist ebenfalls mit einem Segmentbogen mit der Innbrücke verbunden.
Nach ihrer Fertigstellung wurde die Brücke pachtweise der österreichischen Kaiserin Elisabeth-Bahn (KEB) überlassen, deren Strecke Wels–Passau am 1. September 1861 in Betrieb ging. Rechtsnachfolger der KEB sind die Österreichischen Bundesbahnen (ÖBB).
Kurz nach ihrer Fertigstellung wurde sie von Albert Emil Kirchner in einem Aquarell dargestellt, das er im Auftrag der Ostbahn im Rahmen des Zyklus Ansichten von Ortschaften an den bayerischen Ostbahnen gemalt hatte.
Bei ihren Passau-Besuchen 1862 und 1873 fuhr Kaiserin Sisi jeweils mit ihrer Bahn über ihre Brücke.
Ab 1904 diente die Brücke auch der Bahnstrecke Passau-Voglau–Hauzenberg (Granitbahn). Deren Züge wurden zunächst rückwärts aus dem Hauptbahnhof über die Brücke bis zur Haltestelle Voglau geschoben, um dann vorwärts am rechten Inn- und dann Donauufer entlang zur Kräutelsteinbrücke und am linken Donauufer nach Erlau zu fahren, von wo es nach Hauzenberg ging.
Im Jahr 1938, nach dem Anschluss Österreichs, wurde die Brücke erweitert und mit einem stählernen Fachwerkträger mit gebogenem Obergurt für das Gleis in Fahrtrichtung Passau Hauptbahnhof versehen.
Am 30. April 1945, zwei Tage vor dem Einmarsch der US-Truppen und wenige Tage vor dem Ende des Zweiten Weltkriegs in Europa, wurde die Brücke von der Wehrmacht gesprengt.
Beim Wiederaufbau der Brücke, die für den Nachschub der US-Truppen wichtig war, konnte der stählerne Fachwerkträger mit gebogenem Obergurt wiederverwendet werden. Drei der vier Brückentürme wurden beim Wiederaufbau gesprengt. Der ursprüngliche Gitterträger wurde durch eine 96 m lange Behelfsbrücke aus stählernen parallelgurtigen K-Fachwerkträgern ersetzt. Diese als Provisorium geplante Brücke ist seitdem in Betrieb.
Von 2011 bis 2014 wurden innovative Lärmschutzmaßnahmen auf und bei der stark frequentierten Brücke durchgeführt.
Die Kaiserin-Elisabeth-Brücke steht unter Denkmalschutz.